# Прва египатска династија
Прва египатска династија заједно са другом египатском династијом чини Рани династички период Египта.

## Владари
| Име      | Коментари                 | Датуми                       |
| -------- | ------------------------- | ---------------------------- |
| Нармер   | -                         | 3100–3050. п. н. е.          |
| Хор-Аха  | Менес у ранијим пописима  | 3050. п. н. е.               |
| Џер      | -                         | 41 година (Камен из Палерма) |
| Џет      | -                         |                              |
| Мернеит  | краљица, регент сина Дена | -                            |
| Ден      | -                         | 14 до 50 година              |
| Аџиб     | -                         | 10 година (Камен из Палерма) |
| Семерхет | -                         | 9 година (Камен из Палерма)  |
| Ка'а     | -                         | 2916?–2890. п. н. е.         |
| Снеферка | -                         | -                            |
| Хорус-Ба | -                         |                              |

Информације о Раном династичном периоду Египта се темеље на неколико споменика и других предмета који садрже имена краљева, а од којих је најважнији Нармерова палета. Детаљни записи о прве две династије нису сачувани, осим оштећених пописа забележених на Камену из Палерма. Хијероглифи су тада већ били у потпуности развијени, те се њихов облик неће много мењати у следећих три хиљаде година.
Велике гробнице фараона или краљева су Абидосу, Нагади и Сакари, заједно с гробовима на Хелуану крај Мемфиса, откривају грађевине саграђене углавном од дрва и блатних опека уз нешто мало кориштења камена за зидове и подове. Камен се, с друге стране, користио за производњу украса, посуда и понеког кипа.